# Ugo!
Ugo!, Eigenschreibweise UGO!, ist ein Kartenspiel von Ronald Hoekstra, Thomas Jansen und Patrick Zuidhof, das 2015 bei dem Verlag Kosmos Spiele erschienen ist. Im gleichen Jahr wurde das Spiel in die Empfehlungsliste der Jury zum Spiel des Jahres aufgenommen. Es handelt sich um ein Stichspiel, bei dem die Mitspieler Ländereien in ihrem Königreich aufbauen und mit Bauern zur Bewirtschaftung versorgen müssen.

## Spielweise
Bei dem Spiel Ugo! handelt es sich um eine Kombination aus einem Kartenstichspiel und einem Ablagespiel, bei dem die Mitspieler jeweils ihr eigenes Königreich mit Ländereien bestücken und mit Bauern versorgen müssen. Die dafür benötigten Ländereien und auch die Bauern bekommen sie über die einzelnen Kartenstiche. Gewinner des Spiels ist der Spieler, der die jeweils wertvollsten Ländereien jeden Typs vorweisen und versorgen kann. Das Spielmaterial besteht dabei aus vier Sets von jeweils fünf Königreichkarten, 65 Stichkarten mit Ländereien in fünf Farben mit den Werten von jeweils 0 bis 8 sowie 36 Bauernmarker.

### Spielablauf
Zum Beginn des Spiels bekommt jeder Spieler ein Set aus Königreichkarten, die er in der Reihenfolge A bis E offen vor sich ablegt. Die Stichkarten werden gemischt und jeder Spieler bekommt von diesen 10 Karten, die er auf die Hand nimmt. Die Bauern werden in die Tischmitte gelegt.
Das Spiel läuft über vier Spielrunden, wobei jede Runde aus 10 Stichrunden besteht. Eine Spielrunde ist jeweils beendet, wenn alle Spieler ihre 10 Handkarten ausgespielt haben und damit 10 Stiche gemacht wurden. Wie bei anderen Stichspielen wird auch hier jeweils eine Karte von einem Spieler ausgespielt, auf die die anderen Spieler jeweils eine Karte ablegen müssen. Dabei müssen alle nachfolgenden Spieler die gleiche Farbe „bedienen“ des Ausspielers (Farbzwang), wenn sie diese auf der Hand haben, oder dürfen eine beliebige andere Karte ausspielen, wenn sie die Startfarbe nicht (mehr) auf der Hand haben. Den Stich gewinnt der Spieler, der den höchsten Wert einer beliebigen Farbe ausgespielt hat. Bei einem Gleichstand gewinnt der Spieler mit der höchsten Karte in der Ausspielfarbe den Stich, oder, wenn diese nicht bei den höchsten Werten dabei ist, der Spieler mit der zuerst ausgespielten höchsten Karte.
Der Stichgewinner bekommt alle ausgespielten Karten und muss diese auf seine Königreichkarten verteilen. Dabei platziert er diese von rechts nach links (A nach E) sortiert nach Farben auf den ausliegenden Karten. Jeder Kartenstapel ist für die spätere Abrechnung immer so viel wert, wie es der obersten Karte entspricht. In späteren Zügen muss er gewonnene Karten einer Farbe immer auf die bereits vorhandenen Ländereien der gleichen Farbe platzieren. Gewinnt ein Spieler mehrere Karten einer Farbe darf er die Reihenfolge der neu ausgelegten Karten selbst wählen.
Neben den Stichkarten gewinnt ein Spieler zudem bei einem Stich immer so viele Bauern, wie auf der Karte angegeben sind, mit der er den Stich gewonnen hat. Dabei bringen die Kartenwerte 3 bis 5 jeweils zwei Bauern, die Kartenwerte 6 und 7 jeweils einen Bauern und der Kartenwert 8 keinen Bauern. Bei den Stichkarten 1 und 2 gewinnt dagegen der Spieler Bauern, der seine Karte in einem Stich verliert. Dabei bekommt der Spieler mit der 1 einen Bauern, wenn er von der gleichen Farbe gestochen wird und zwei Bauern, wenn er von einer beliebigen anderen Farbe gestochen wird. Der Spieler mit der 2 bekommt nur einen Bauern, von einer beliebigen anderen Farbe gestochen wird. Die Karte mit dem Wert 0 gibt keine Bauern, sie kann vor allem genutzt werden, um ein gegnerisches Feld abzuwerten.
Die Bauern werden benötigt, um die Ländereien zu bewirtschaften. Die dafür benötigte Anzahl der Bauern ist auf den jeweiligen Königreichkarten angegeben, wobei die Ländereien auf den Karten A und B bereits Bauern versorgt sind und die Karten C bis E jeweils aufsteigend einen Bauern mehr brauchen (C braucht 2, D braucht 3 und E braucht 4 Bauern). Grundsätzlich gilt, dass jeder Stapel von Ländereien ohne ausreichende Bauern zur Versorgung keine Punkte für die Stichkarten, dafür jedoch für jeden fehlenden Bauern 5 Minuspunkte erhält.
Sind die 10 Stiche einer Spielrunde gespielt, erfolgt eine Punktewertung. Dabei erhalten die Spieler
- für alle Abschnitte ihres Königreichs, in dem keine Bauern fehlen, den Wert der obersten ausliegenden Ländereienkarte,
- für alle Abschnitte, in denen Ländereien lieben jedoch Bauern fehlen je 5 Minuspunkte pro fehlendem Bauern, und
- für alle Abschnitte, in denen noch keine Ländereien jedoch alle benötigten Bauern liegen, den auf der Königreichkarte angegebenen Wert.

Nach der Wertung werden alle Ländereien und Bauen entfernt und für die nächste Runde werden wieder alle Karten gemischt. Die weiteren Runden verlaufen wie die erste Runde und die Ergebnisse der Wertungen werden addiert. Gewinner ist der Spieler, der nach vier Runden die meisten Punkte gewonnen hat.

## Ausgaben und Rezeption
Das Kartenspiel Ugo! wurde von den niederländischen Spieleautoren Ronald Hoekstra, Thomas Jansen und Patrick Zuidhof entwickelt und 2013 bei dem von ihnen gegründeten Kleinverlag PlaythisOne auf Niederländisch, English, Französisch und Deutsch veröffentlicht. 2014 erschien es in einer französischen Ausgabe bei IELLO und 2015 zur Nürnberger Spielwarenmesse in einer deutschen Version bei dem Verlag Kosmos Spiele. Die Karten- und Spielgestaltung stammte bereits seit der ersten Version von dem Spieleillustrator Franz Vohwinkel.
Ugo! wurde in die Empfehlungsliste der Jury zum Spiel des Jahres 2016 aufgenommen und wird als „chaotischer wie spannender Reigen für zählfeste Ganoven mit Überblick und Konzentration“ empfohlen:

„Welch Schadenfreude, wenn jemand eine Null auf eine Acht legen muss, denn: Jede bewirtschaftete Länderei ist so viele Punkte wert, wie die oberste Karte am Ende anzeigt. Wer in den Stichen allerdings zu wenig Bauern anheuert, kassiert in diesem raffinierten Stichspiel gehörig Minuspunkte.“

Laut Wieland Herold bringt Ugo! „endlich einmal thematisches Leben in die Stichspielstube! Nicht die 111. Farbbedien- oder Nichtbedien-Variante, da können wir doch gleich bei SKAT und DOPPELKOPF bleiben! Nein, UGO!, aus dem Hause Kosmos, liefert eine Geschichte und die passt sogar zur Spielmechanik.“ Udo Bartsch bezeichnet das Spiel als „ein Ärgerspiel. Ein ärgerliches Ärgerspiel. Ein wirklich richtig ärgerliches Ärgerspiel, verdammt noch mal!“ und resümiert: 

„Was taugt es? Ist es Chaos? Oder ist es Tiefe? Für einen Unbeleckten gibt es viele Fallstricke. Somit gewinnen bei UGO meist doch diejenigen, die sich mit Stichkartenspielen auskennen. Es ist also Chaos und Tiefe. UGO ist – was schon mal gut ist – ein emotionales und originelles Stichspiel. Wachsende UGO-Erfahrung reduziert die Unwägbarkeiten; dennoch bleibt das Spiel für mein Empfinden zu sehr auf der originell-unterhaltsamen Ebene hängen. Mein Daumen zeigt in Summe nach oben. Zum Dauerbrenner wird UGO für mich nicht.“

## Belege
1. 1 2 3 4 5 6 7  Offizielle Spielregeln für Ugo!, Kosmos Spiele 2015
2. ↑  Versionen von Ugo! in der Datenbank BoardGameGeek; abgerufen am 31. August 2019.
3. 1 2  Ugo! auf den Seiten des Spiel des Jahres e.V.; abgerufen am 31. August 2019.
4. ↑  Ugo! auf „Mit 80 Spielen durch das Jahr“, 19. Mai 2015; abgerufen am 31. August 2019.
5. ↑  Ugo! auf „Rezensionen für Millionen“, 28. Mai 2015; abgerufen am 31. August 2019.